# Blonde on Blonde
Blonde on Blonde este al șaptelea album de studio al cantautorului american Bob Dylan, lansat în mai 1966 prin Columbia Records.
Se crede că este primul mare dublu album din muzica rock, lungimea sa acoperind două LP-uri. Pe acest album Dylan continuă cu stilul abordat pe Highway 61 Revisited, materialul reprezentând totodată sfârșitul unei ere pentru el întrucât, în scurt timp, Dylan va fi implicat într-un accident de motocicletă ce îi va schimba abordarea muzicală.
Înregistrat în Nashville, albumul a fost produs de Bob Johnston. A ajuns până pe locul 9 în topul Billboard al albumelor pop din SUA, ulterior fiind distins cu două discuri de platină. În topurile din Regatul Unit Blonde on Blonde s-a clasat pe locul 3. A fost clasat pe locul 9 în topul celor mai bune 500 de albume ale tuturor timpurilor atât de către VH1 cât și de către Rolling Stone.

## Tracklist

### Disc 1
1. "Rainy Day Women #12 & 35" (4:36)
2. "Pledging My Time" (3:50)
3. "Visions of Johanna" (7:33)
4. "One of Us Must Know (Sooner or Later)" (4:54)
5. "I Want You" (3:07)
6. "Stuck Inside of Mobile with the Memphis Blues Again" (7:05)
7. "Leopard-Skin Pill-Box Hat" (3:58)
8. "Just Like a Woman" (4:52)

### Disc 2
1. "Most Likely You Go Your Way (And I'll Go Mine)" (3:30)
2. "Temporary Like Achilles" (5:02)
3. "Absolutely Sweet Marie" 4:57)
4. "4th Time Around" (4:35)
5. "Obviously 5 Believers" (3:35)
6. "Sad Eyed Lady of the Lowlands" (11:23)

- Toate cântecele au fost scrise de Bob Dylan.

## Single-uri
- "One of Us Must Know (Sooner or Later)" (1966)
- "Rainy Day Women #12 & 35" (1966)
- "I Want You" (1966)
- "Just Like a Woman" (1966)
- "Leopard-Skin Pill-Box Hat" (1967)